# Louane Emera
Anne Peichert —més coneguda amb el nom artístic de Louane Emera  o senzillament Louane— (Hénin-Beaumont, Pas de Calais, 26 de novembre de 1996) és una cantant i actriu francesa. Es donà a conèixer el 2013 al xou de televisió The Voice, la plus belle voix, però obté la fama el 2014 al cinema gràcies al seu primer paper a la pel·lícula La Famille Bélier, que li fa guanyar el premi César a la millor esperança femenina de 2015. El seu primer àlbum, Chambre 12, sortí el 2 de març de 2015.

## Infància i debut a la televisió

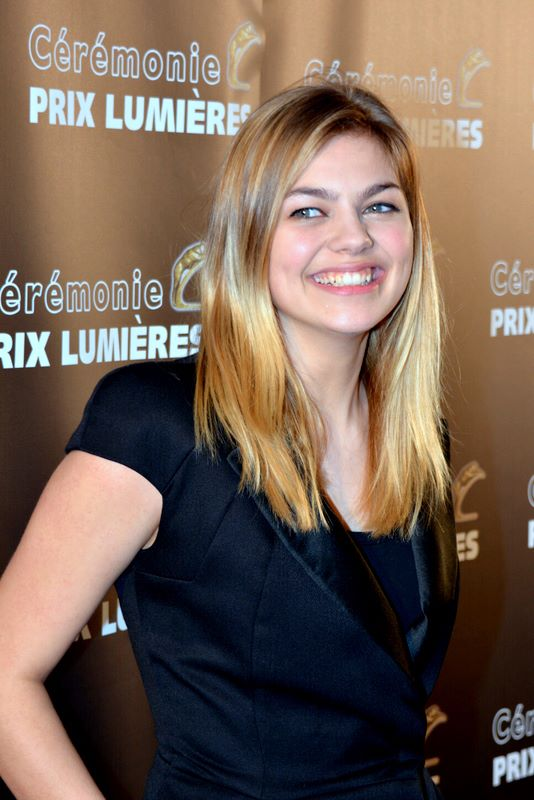
Prix des lumières: Louane Emera actriu revelació femenina de l'any per La Famille Bélier.

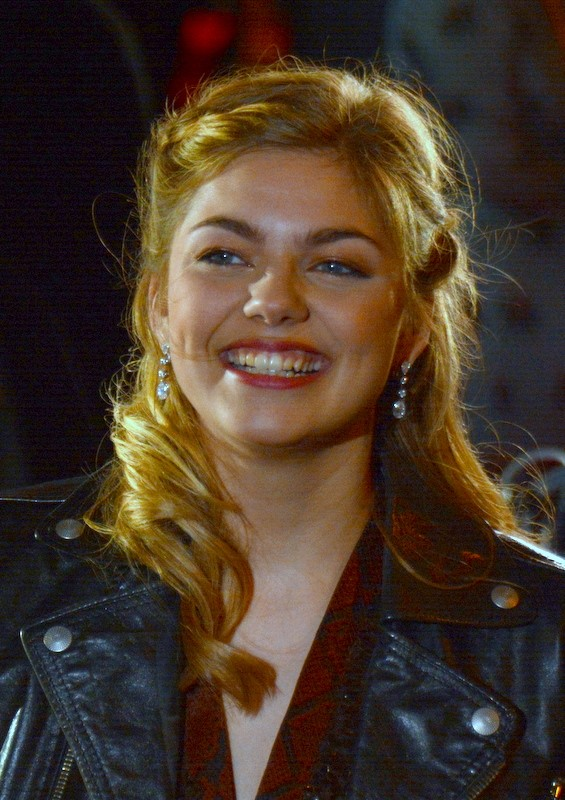
Louane Emera a la cerimònia dels Césars 2015.

Louane Emera va créixer a Hénin-Beaumont, a le Pas-de-Calais, amb les seves quatre germanes i el seu germà,
Va participar el 2008, amb dotze anys, a la segona temporada de l'emissió L'École des stars, emesa per Direct 8. El 2013, és candidata a la segona emissió de The Voice, la plus belle voix del canal TF1, on aconsegueix arribar a les semifinals. Hi canta Imagine com a homenatge al seu pare, mort el 2013.

## Primera pel·lícula i primer àlbum
La seva participació a The Voice crida l'atenció d'Éric Lartigau, qui li confia el paper principal de la seva pel·lícula La Famille Bélier, l'adolescent de 16 anys Paula Bélier, únic membre de la seva família que no és sord. Quan s'estrena la pel·lícula el 2014, ella està estudiant l'últim curs d'institut a Lilla. A l'inici de 2015, la seva interpretació de Paula Bélier li fa obtenir dues distincions importants: el Premi Lumières a la millor esperança femenina; però, sobretot, el César a la millor esperança femenina.
En paral·lel, grava el seu primer àlbum, Chambre 12, que es publica el 2 de març de 2015. Les cançons d'aquesta primera obra estan co-escrites i realitzades per Patxi Garat, antic candidat de la Star Academy, i Dan Black, del grup britànic The Servant.
El mateix març de 2015 anuncia que no es presentarà a les proves del batxillerat francès aquest any.

## Treballs
Àlbums
- Chambre 12 (2015)

Senzills
- 2014: Jour 1[10]
- 2014: Je vole[11][12]
- 2015: Chambre 12[13]
- 2015: Avenir[14]
- 2015: Maman[15]
- 2015: Jeune[16]

Banda original
- 2014: La Famille Bélier

Àlbums col·lectius
- 2014: Partir là-bas (album We Love Disney 2)[17]
- 2014: La Mère à Titi (album La Bande à Renaud, volume 2)[18]

Cinema
- 2014: La Famille Bélier d'Éric Lartigau: Paula Bélier